# Istrău
Istrău – wieś w Rumunii, w okręgu Satu Mare, w gminie Moftin. W 2011 roku liczyła 66 mieszkańców. 